# مائوری جزایر کوک
مائوری جزایر کوک یک زبان پلی‌نزیایی شرقی و زبان رسمی جزایر کوک است. این زبان بسیار به مائوری نیوزیلند نزدیک است اما یک زبان مجزا به‌شمار می‌رود. وقتی نیاز به ابهام‌زدایی از مائوری نیوزیلند نباشد این زبان به سادگی مائوری نامیده می‌شود، ولی گاه به آن مائوری کوکی آیرانی (Māori Kūki 'Āirani) یا راروتونگایی نیز گفته می‌شود. بسیاری از جزیره‌نشینان کوک بدان ته رئو ایپوکارئا (Te reo Ipukarea) می‌گویند که به معنای «زبان وطن نیاکان» است.

## واج‌شناسی

### همخوان‌ها
|         | لبی | لثوی | نرم‌کامی | چاکنایی |
| ------- | --- | ---- | ------- | ------- |
| خیشومی  | m   | n    | ŋ       |         |
| انسدادی | p   | t    | k       | ʔ       |
| زنشی    |     | ɾ    |         |         |
| سایشی   | f v | s    |         | h       |

### واکه‌ها
|            | پیشین | مرکزی | پسین |
| ---------- | ----- | ----- | ---- |
| بسته       | i i:  |       | u u: |
| بسته-میانه | e e:  |       | o o: |
| باز        |       | a a:  |      |

## وضعیت رسمی
مائوری جزایر کوک در سال ۲۰۰۳ زبان رسمی جزایر کوک شد. از سال ۱۹۱۵ تا آن زمان، انگلیسی تنها زبان رسمی این جزایر بود.

## مردم‌شناسی
| مکان                   | جمعیت مائوری‌زبانان جزایر کوک |
| ---------------------- | ---------------------------- |
| جزایر کوک              | ۱۳٬۶۲۰                       |
| نیوزیلند               | ۷٬۷۲۵                        |
| نیو ساوت ولز           | ۱٬۶۱۲                        |
| کوئینزلند              | ۱٬۶۰۹                        |
| ویکتوریا               | ۱٬۴۶۸                        |
| استرالیای غربی         | ۳۰۸                          |
| استرالیای جنوبی        | ۶۳                           |
| قلمرو پایتختی استرالیا | ۲۸                           |
| قلمرو شمالی            | ۲۱                           |
| تاسمانی                | ۱۰                           |